# Augusto Prudêncio da Silva
Padre Augusto Prudêncio da Silva (Montes Claros, 21 de outubro de 1856 — Francisco Sá, 7 de maio de 1931) foi um sacerdote católico, professor, e político, natural de Montes Claros. Foi um dos fundadores da cidade de Francisco Sá
Tendo nascido em Montes Claros, no norte do Estado de Minas Gerais, filho de Camilo Prudêncio da Silva e Jerônima Fernandes Ferreira. Era primo do político mineiro Antônio Gonçalves Chaves, do poeta Agenor Fernandes Barbosa e do tenente Camilo Fernandes Ferreira. Fez curso primário em sua cidade natal e o seminário em Diamantina.
Atuou como vereador e presidente da Câmara Municipal de Montes Claros (atualmente cargo equivalente a Prefeito, entre 1901 a 1904), deputado da Província de Minas Gerais. Sua liderança política foi fundamental para a emancipação de Brejo das Almas, atual cidade de Francisco Sá.